# Phaulernis laserinella
Phaulernis laserinella is een vlinder uit de familie borstelmotten (Epermeniidae). De wetenschappelijke naam is voor het eerst geldig gepubliceerd in 2003 door Nel.
De soort komt voor in Europa.